# Wahlen 1845
◄◄ | ◄ | 1841 | 1842 | 1844 | Wahlen 1845 | 1846 | 1847 | 1848 | 1849 | ► | ►►

Weitere Ereignisse
Die Liste der Wahlen 1845 umfasst Parlamentswahlen, Präsidentschaftswahlen, Referenden und sonstige Abstimmungen auf nationaler und subnationaler Ebene, die im Jahr 1845 weltweit abgehalten wurden.
Das damalige Wahlrecht entsprach typischerweise nicht den Wahlrechtsgrundsätzen der direkten, geheimen und gleichen Wahl. Zeittypisch waren oft nur kleine Teile der Bevölkerung wahlberechtigt, ein Frauenwahlrecht war nicht gegeben.

## Termine
| Land               | Datum              | Link zur Wahl 1845                         | Link zur letzten Wahl | Bemerkung                                            |
| ------------------ | ------------------ | ------------------------------------------ | --------------------- | ---------------------------------------------------- |
| Bayern             | 1. Okt. – 10. Nov. | Wahl zur Kammer der Abgeordneten in Bayern | 1839                  | [ 1 ]                                                |
| Vereinigte Staaten | November           | Gouverneurswahl in Texas 1845              |                       | erste Wahl nach der Annexion von Texas durch die USA |